# Боушори (Васлуј)
Боушори (рум. Boușori) насеље је у Румунији у округу Васлуј у општини Солешти. Oпштина се налази на надморској висини од 253 m.

## Становништво
Према подацима из 2002. године у насељу је живело 344 становника, од којих су сви румунске националности.